# Afrolittorina knysnaensis
Afrolittorina knysnaensis is een slakkensoort uit de familie van de Littorinidae. De wetenschappelijke naam van de soort is voor het eerst geldig gepubliceerd in 1847 door Krauss in Philippi.